# Loropéni
Loropéni es una villa del sur de Burkina Faso, es la capital de departamento homónimo, al oeste de la provincia de Poni, y la ciudad de Gaoua.

## Patrimonio de la Humanidad
El conjunto monumental fue inscrito en la lista de bienes del Patrimonio Mundial de la Humanidad en el año 2009, con una extensión de 1,1130 ha y una zona de protección de 278,4000 ha. Es el primer lugar de Burkina Faso en alcanzar dicho honor.
Se trata de la mejor preservada de las diez fortalezas que cuenta la región, situadas en la región fronteriza con Togo y Ghana. Construidas hace más de mil años, abandonadas y reocupadas por los Lohron o Koulango que controlaba la extracción y la transformación del oro en la región, en su apogeo, de los siglos XIV al XVI. Fueron abandonadas en el siglo XIX. 
Se trata de unas paredes de bloques de piedra roja, sin talla, y de morrillos de laterita que se elevan hasta seis metros de altura. No existe ninguna certeza en cuanto a su constructor.

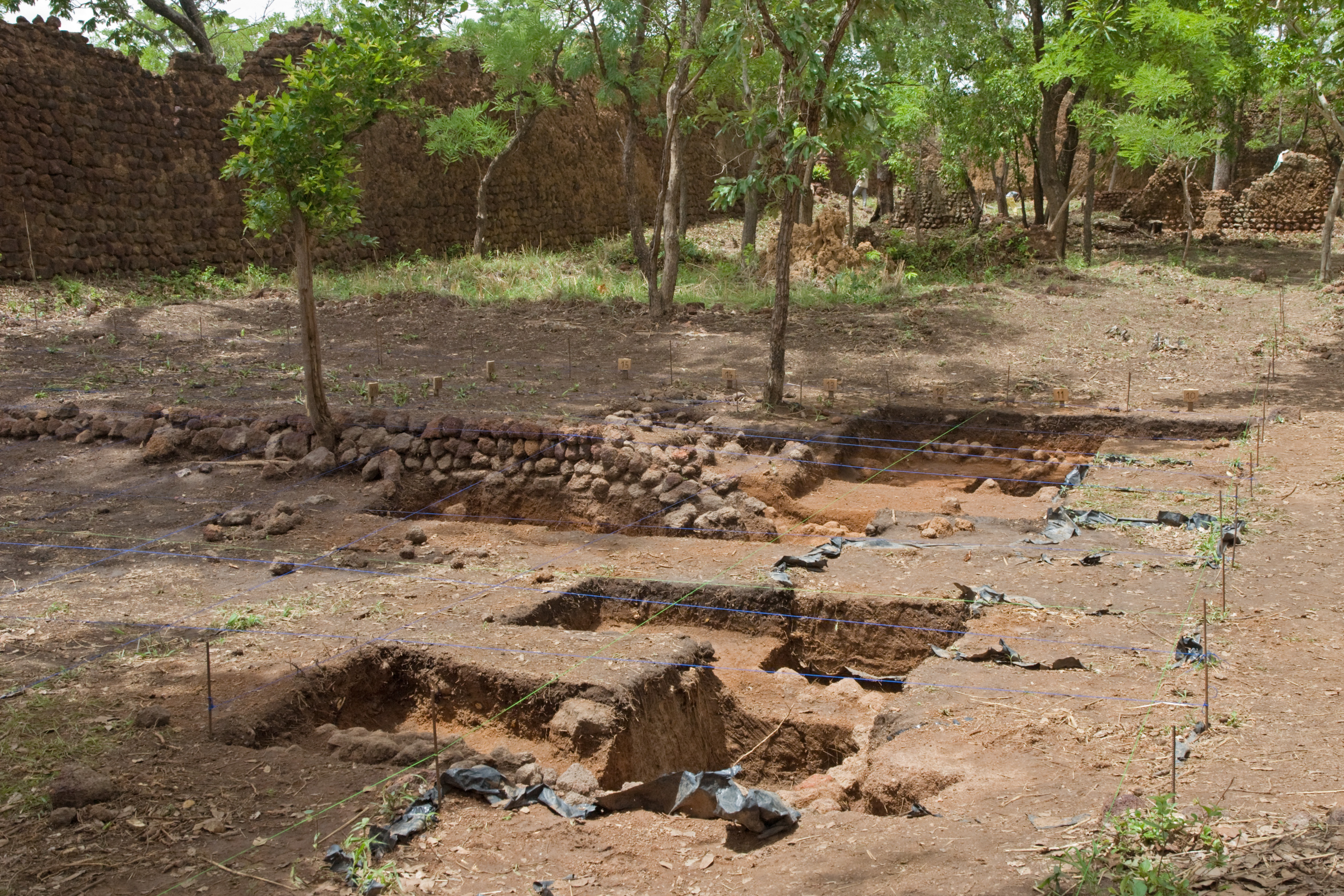
Restos arqueológicos en Loropéni